# Medellín (film)
Medellín è un film del 2023 diretto, scritto ed interpretato da Franck Gastambide.

## Trama
Pablito è un giovane youtuber con una passione per la figura di Pablo Escobar. Decide così di realizzare il suo sogno recandosi in Colombia a Medellín sulle tracce del boss della droga. Dopo pochi giorni, attraverso un video sui social, si scopre che Pablito è stato rapito dai narcotrafficanti che chiedono un grosso riscatto per liberarlo.

## Distribuzione
Il film è stato distribuito sulla piattaforma Amazon Prime Video dal 2 giugno 2023.